# پلزنت هیل (کارولینای شمالی)
پلزنت هیل (به انگلیسی: Pleasant Hill) شهری در ایالت کارولینای شمالی کشور ایالات متحده آمریکا است که جمعیت آن در سرشماری سال ۲۰۱۰ میلادی، ۸۷۸ نفر بوده‌است.